# Diecezja Weifang
Ten artykuł jest efektem integracji z innym artykułem Wikipedii. Zawarta tu treść pochodzi częściowo z artykułu Prefektura apostolska Yiduxian. Zobacz pełną listę autorów tego artykułu. 
Treści pochodzące z  Wikipedii są oparte na licencji Creative Commons 4.0 – Uznanie Autorstwa – Na tych samych warunkach. Kopiując je lub tłumacząc, należy podać ich autorów i udostępnić na tych samych warunkach.
Diecezja Weifang (chiń. 天主教潍坊教区) – rzymskokatolicka diecezja w Chińskiej Republice Ludowej  ze stolicą w Weifang w prowincji Szantung. Sufragania archidiecezji Jinan.  W latach 1931–2024 funkcjonowała jako rzymskokatolicka Prefektura apostolska Yiduxian (łac. Apostolica Praefectura Induhsienensis, chiń. 天主教益都监牧区)  ze stolicą w Qingzhou, w prefekturze miejskiej Weifang, w prowincji Szantung, w Chińskiej Republice Ludowej
Patriotyczne Stowarzyszenie Katolików Chińskich używało wobec prefektury nazwy diecezja Weifang.

## Historia
16 czerwca 1931 z mocy decyzji Piusa XI wyrażonej w brewe Nobis commissum erygowano prefekturę apostolską Yiduxian. Dotychczas wierni z tych terenów należeli do wikariatu apostolskiego Czyfu (obecnie diecezja Yantai).
Od zwycięstwa komunistów w chińskiej wojnie domowej w 1949 prefektura apostolska, podobnie jak cały prześladowany Kościół katolicki w Chinach, nie może normalnie działać. W 1958 Patriotyczne Stowarzyszenie Katolików Chińskich obsadziło katedrę w Yiduxian swoim biskupem Henrym Jia Fushanem, mimo iż legalny prefekt o. John Yang Fengshu OFM wciąż żył. Pomimo przynależności do posłusznego wobec komunistów Patriotycznego Stowarzyszenia Katolików Chińskich bp Jia Fushan zginął w czasie rewolucji kulturalnej.
Kolejnym biskupem został Joseph Sun Zhibin. W czasie prześladowań był on więziony oraz skazany na reedukację przez pracę w fabryce odzieży skórzanej. Przystał jednak na współpracę z władzami i w 1988 został wyświęcony na biskupa bez zgody papieża. Jednak później Stolica Apostolska zatwierdziła jego sakrę. W chwili śmierci w 2008 97-letni bp Sun Zhibin uważany był za najstarszego urzędującego biskupa. Dotychczas nie mianowano jego następcy.
Decyzją papieża Franciszka prefektura apostolska została zniesiona 29 stycznia 2024 na rzecz powstania  Diecezji Weifang. Pierwszym biskupem został mianowany Antonio Sun Wenjun

## Prefekci apostolscy Yiduxian
- o. Eugene Venance Guichard OFM[6] (1932 - 1937)
- o. Alessandro Digard OFM[6] (1938 - 1949)
- o. John Yang Fengshu (1951 - 1982)
- bp Joseph Sun Zhibin (1988 – 2008)
- sede vacante (być może urząd prefekta sprawowali duchowni Kościoła podziemnego) (2008 - 2024)

### Antybiskupi
Ordynariusze mianowani przez Patriotyczne Stowarzyszenie Katolików Chińskich nieposiadający mandatu papieskiego:
- bp Henry Jia Fushan (1958 - pomiędzy 1966 a 1976)
- bp Joseph Sun Zhibin (1988 - ?).

## Ordynariusze Weifang

### Biskupi diecezjalni
- bp Antonio Sun Wenjun (od 2024)